# Joseph F. Guffey

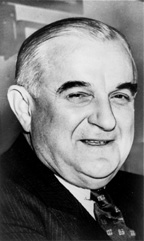
Joseph F. Guffey

Joseph Finch „Joe“ Guffey (* 29. Dezember 1870 im Westmoreland County,  Pennsylvania; † 6. März 1959 in Washington, D.C.) war ein US-amerikanischer Politiker. Zwischen 1935 und 1947 vertrat er den Bundesstaat Pennsylvania im US-Senat.

## Werdegang
Joseph Guffey besuchte die öffentlichen Schulen in Greensburg in Pennsylvania und studierte später an der Princeton University. Dort lernte er den späteren Präsidenten Woodrow Wilson kennen, der damals Professor in Princeton war. Beruflich war er zwischen 1894 und 1899 für die amerikanische Bundespost in Pittsburgh tätig. Von 1899 bis 1918 arbeitete er für eine private Dienstleistungsfirma, deren Manager er seit 1901 war. Gleichzeitig stieg er in das Kohle- und Ölgeschäft ein. Zusammen mit zwei Schwestern betrieb er eine Ölfirma. Während des Ersten Weltkriegs gehörte Guffey dem War Industries Board an, wo er in der Abteilung für Treibstoffangelegenheiten arbeitete. Dabei geriet er zwischenzeitlich unter den Verdacht der Veruntreuung von Geldern. Er wurde aber später freigesprochen.
Politisch gehörte Joseph Guffey der Demokratischen Partei an. Zwischen 1920 und 1932 saß er im Bundesvorstand seiner Partei. Bei den Wahlen des Jahres 1934 wurde er als Kandidat seiner Partei in den US-Senat gewählt, wo er am 3. Januar 1935 die Nachfolge von David A. Reed antrat, den er bei der Wahl geschlagen hatte. Nach einer Wiederwahl im Jahr 1940 konnte er bis zum 3. Januar 1947 zwei sechsjährige Amtszeiten im Kongress absolvieren. Im Jahr 1935 wurden erstmals die Bestimmungen des  20. Verfassungszusatz angewendet, wonach die Legislaturperiode des Kongresses jeweils am 3. Januar endet bzw. beginnt. Entsprechend wurde auch der Beginn der Amtszeiten des Präsidenten auf den 20. Januar vorgezogen.  Zuvor begannen die Legislaturperioden des Kongresses und die Amtszeit des Präsidenten jeweils am 4. März. Während Guffeys Zeit im Kongress wurden dort die meisten  der New-Deal-Gesetze der Bundesregierung unter Präsident Franklin D. Roosevelt verabschiedet. Seit 1941 war auch die Arbeit des Kongresses von den Ereignissen des Zweiten Weltkriegs überschattet. Zwischen 1939 und 1947 leitete Guffey den Bergbau Ausschuss. Im Jahr 1946 wurde er nicht wiedergewählt.
Joseph Guffey blieb auch nach seinem Ausscheiden aus dem Senat in der Bundeshauptstadt Washington, D.C. Dort ist er am 6. März 1959 auch verstorben.